# The Nice
A The Nice egy angol progresszív rock együttes a 60-as évekből. Bár zenéjükben érezhetőek a klasszikus zene, illetve a jazz stílusjegyei is, ám debütálólemezüket (The Thoughts of Emerlist Davjack) mégis csak a progresszív rock jelzővel lehet illetni. Sokan őket tartják az ELP elődjének, hiszen Keith Emerson már itt is billentyűs hangszereken játszott (javarészt Hammond márkájú orgonán).

## Tagok
- Keith Emerson – billentyűs hangszerek
- Lee Jackson – ének, basszusgitár
- Brian Davison – dob
- David O'List – gitár

## Zenéjük
Javarészt saját progresszív rock/art rock stílusú dalokat szereztek, mint például a Flower King of Flies vagy a Rondo. Érdekesség, hogy utóbbi számot később az Emerson, Lake & Palmer is előadta többek között 1970-ben Zürichben. De feldolgozásokat is játszottak. Számos klasszikus zenei feldolgozást adtak elő, illetve adtak ki stúdióalbumon. Ide sorolhatjuk Jean Sibelius Karelia Suitejának intermezzoját vagy akár Csajkovszkij Patetikus Szimfóniájának harmadik tételének adaptációját. De Lee Jackson hatására nem csak klasszikus zenei feldolgozásokat játszottak, hanem előadták a Country Pie, a My Back Pages és a She Belongs to Me c. dalokat Bob Dylantől. Heves felháborodást váltott ki Leonard Bernstein részéről az általa a West Side Story c. filmez szerzett America c. dal feldolgozása, melynek előadása közben Emerson elégette az Egyesült Államok zászlaját.

## Diszkográfia
- The Thoughts of Emerlist Davjack (1968)
- Ars Longa Vita Brevis (1968)
- Nice (1969)
- Five Bridges (1970)
- Elegy (1971)